# Pławowice
Pławowice – wieś w Polsce położona w województwie małopolskim, w powiecie proszowickim, w gminie Nowe Brzesko.
| SIMC    | Nazwa      | Rodzaj    |
| ------- | ---------- | --------- |
| 0329728 | Kamionka   | część wsi |
| 0329734 | Stara Wieś | część wsi |

W latach 1975–1998 miejscowość administracyjnie należała do województwa krakowskiego.

## Historia
- poł. XV wieku – według kronikarza Jana Długosza Pławowice były własnością Stanisława Wątróbki kasztelana sandeckiego herbu Oksza. Wieś miała 8 łanów kmiecych, karczmę z rolą, zagrodników z rolą. Płaciła dziesięcinę archidiakonowi krakowskiemu, wartości 20 grzywien. Był we wsi także dwór szlachecki z którego płacono dziesięcinę proboszczowi w Łopusznie.
- 1581 – Pławowice własnością Lanckorońskich, miały 5 łanów kmiecych, 4 zagrodników z rolą, 6 komorn /komorników/ z bydłem i 4 bez bydła, 1 rzemieślnik, była we wsi karczma.
- 1788 – wymieniono dwór z prywatną kaplicą.
- 1804 – budowa obecnego klasycystycznego pałacu.
- 1827 – było tu 30 domów i 265 mieszkańców.
- 1886 – wymienione jako: „wś powiat miechowski, gmina Gruszów, parafia Brzesko Stare. Odległość 42 w. od Miechowa. Posiada młyn wodny. Folwark Pawłowice: rozległość 643 mórg, grunty rolne i ogrody 412 mr., łąk 167 mr., pastwisk 11 mr., lasu 20 mr., nieużytków 33 mr.; budynków murowanych 15, z drzewa 11; płodozmian 16 polowy; las urządzony. Wś Pławowice osób 29, z gruntami 109 mr.”
- 1928, 1929 – zjazdy wybitnych poetów polskich dwudziestolecia międzywojennego.
- 1945 – pałac przez władzę PRL został odebrany Ludwikowi Hieronimowi Morstinowi.
- 1946–1948 – w pałacu mieścił się ośrodek wypoczynkowy Związku Literatów Polskich.
- 23 i 24 czerwca 2006 – w Pławowicach odbył się trzeci zjazd poetów.

## Zabytki
Obiekt wpisany do rejestru zabytków nieruchomych województwa małopolskiego.
- Pałac, kaplica, park.
Pałac wybudowany w latach 1804–1805, w stylu klasycystycznym. Park z XVIII–XIX wieku, kaplica z 1802 roku.

## Galeria zdjęć

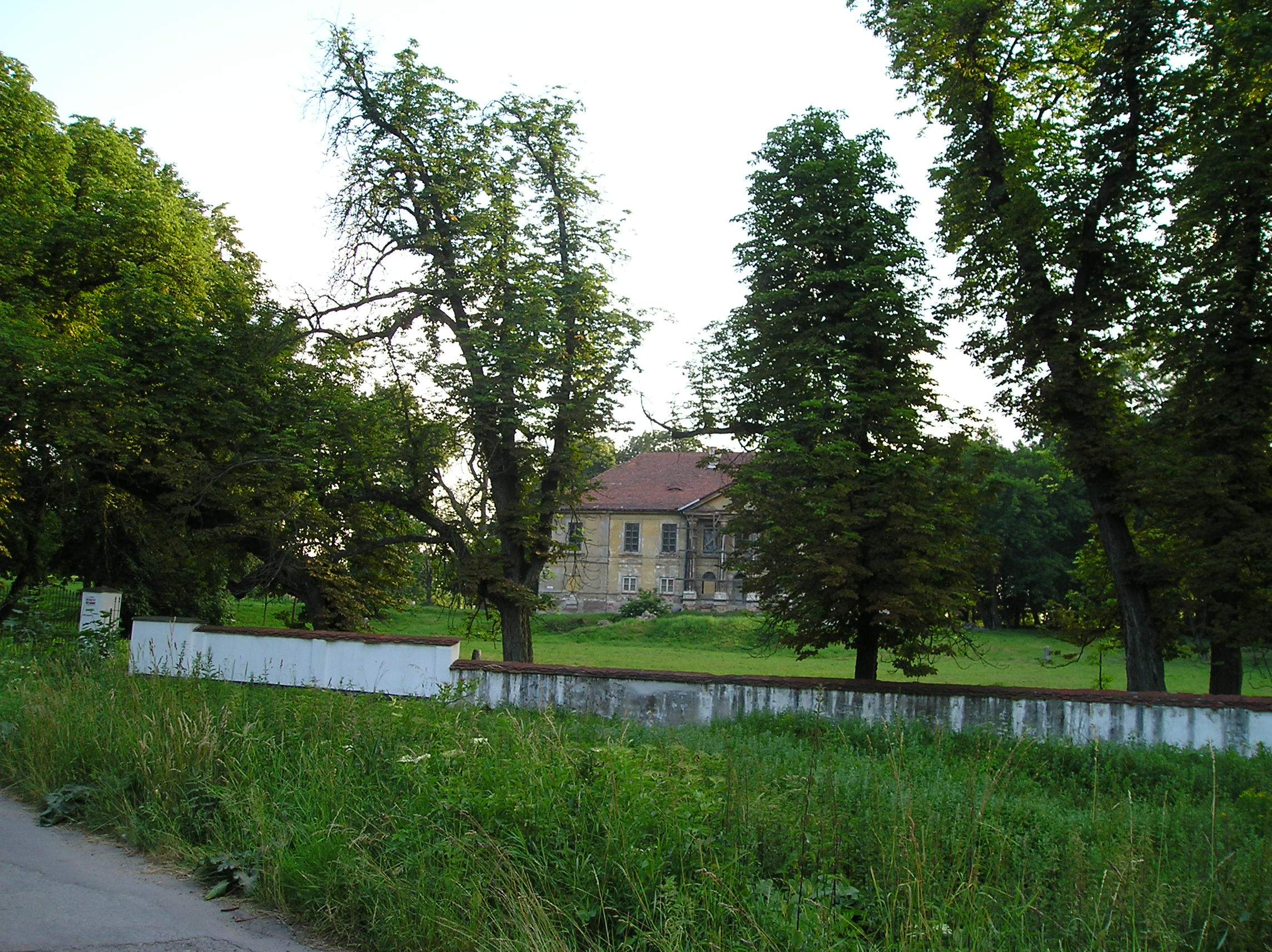
Pałac w Pławowicach
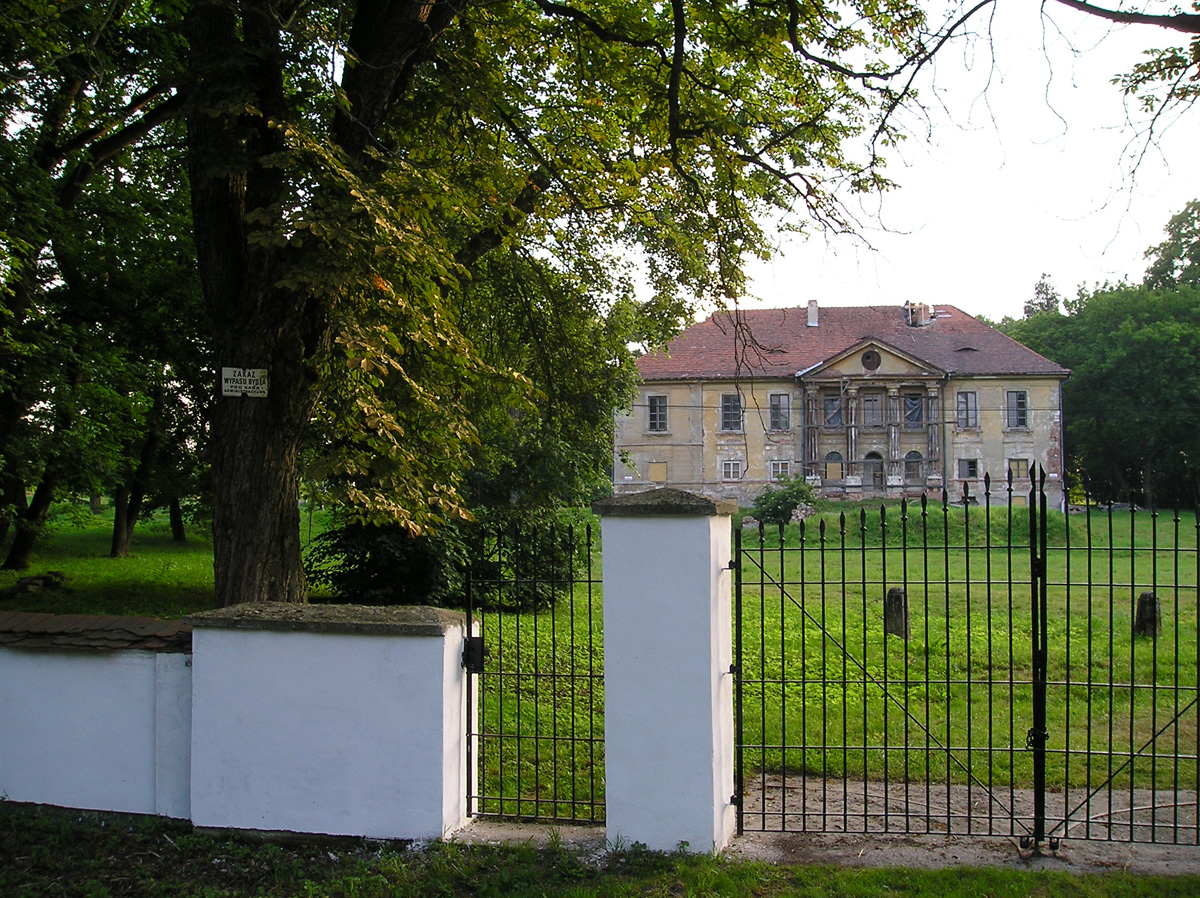
Pałac w Pławowicach
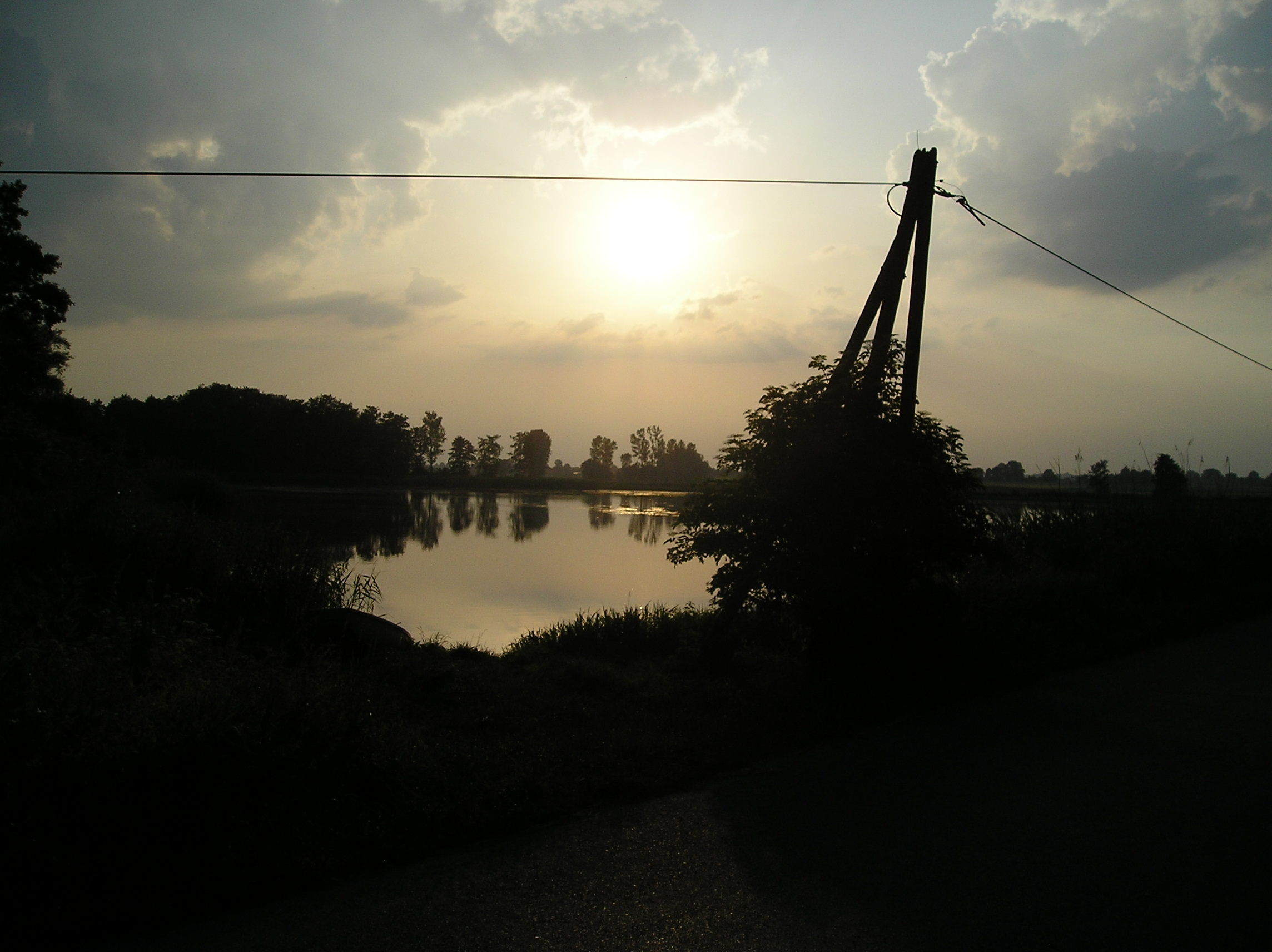
Stawy w Pławowicach.
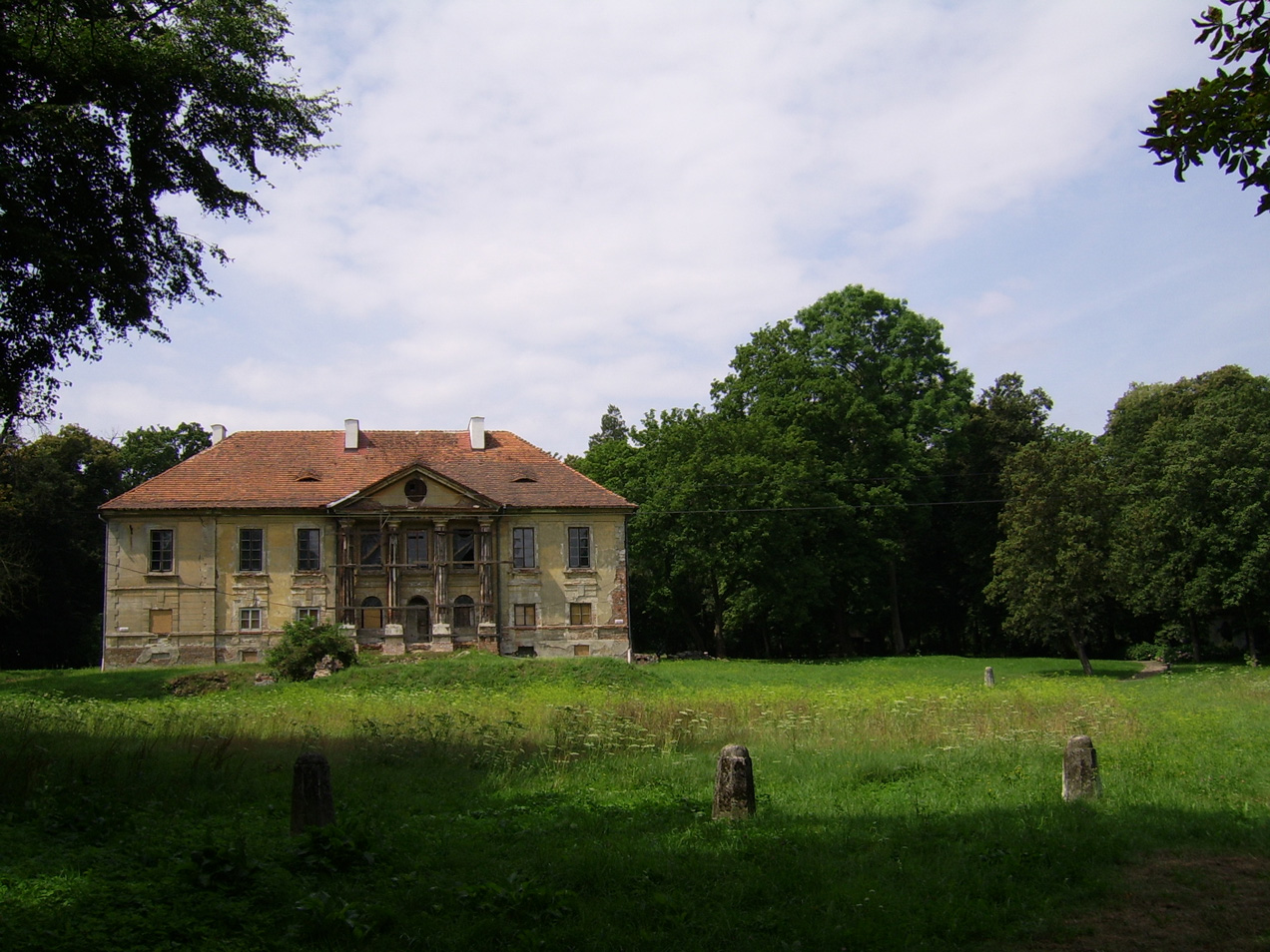
Pałac w Pławowicach i kaplica.